# Timmy Gillion
Timmy Gillion (Perpiñán, 16 de marzo de 2002) es un deportista francés que compite en ciclismo en la modalidad de pista.
Ganó cuatro medallas en el Campeonato Europeo de Ciclismo en Pista entre los años 2021 y 2025, en la prueba de velocidad por equipos.

## Medallero internacional
| Campeonato Europeo | Campeonato Europeo       | Campeonato Europeo | Campeonato Europeo    |
| Año                | Lugar                    | Medalla            | Competición           |
| ------------------ | ------------------------ | ------------------ | --------------------- |
| 2021               | Grenchen (Suiza)         | Medalla de plata   | Velocidad por equipos |
| 2022               | Múnich (Alemania)        | Medalla de plata   | Velocidad por equipos |
| 2023               | Grenchen (Suiza)         | Medalla de bronce  | Velocidad por equipos |
| 2025               | Heusden-Zolder (Bélgica) | Medalla de oro     | Velocidad por equipos |